# Tramaced
Tramaced (en aragonés Tramazet) es un municipio y localidad española de la provincia de Huesca, en la comunidad autónoma de Aragón. El término municipal, ubicado en la comarca de la Hoya de Huesca, tiene una población de 106 habitantes (INE 2024).

## Toponimia
El nombre Tramaced puede proceder del término árabe اطراف زيد AṬRĀF ZAYD (las cumbres o puntas de Zayd), en referencia a las peñas y tozales próximos a la población. La existencia en Aragón de diversos topónimos que incluyen el nombre propio Zayd (Binaced, Beceite, Calaceite, Zaidín, La Zaida, Vinaceite, etc.), así como el distrito -iqlim- de Zaydún al sur de la Marca Superior, sugiere la presencia de la minoría chií zaydí en los distritos al este de Zaragoza.

## Geografía
El municipio está ubicado en el sur de la Hoya de Huesca. Su distancia a Huesca es de 28 km. Está situado en la falda de la sierra de su propio nombre en la carretera A-1216. En sus alrededores se encuentran las localidades de Sesa, Fraella y Piracés.

## Historia
El 5 de abril de 1097 el rey Pedro I de Aragón dispuso que el sacristán de la catedral de Huesca pusiese canónigo en "Tramacet".
En 1845 se unió a Usón. Hacia mediados del siglo XIX el lugar tenía contabilizada una población de 161 habitantes. Aparece descrito en el decimoquinto volumen del Diccionario geográfico-estadístico-histórico de España y sus posesiones de Ultramar de Pascual Madoz de la siguiente manera:

TRAMACED: l. en la prov. y dióc. de Huesca (3 leg.), part. jud. de Sariñena, aud. terr., c. g. de Zaragoza, ayunt. de Uson: sit. en la falda de la sierra de su nombre con buena ventilacion y clima sano: tiene 41 casas, y una igl. parr. (San Miguel) cuyo curato es de cuarta clase de provision real y ordinaria. El térm. confina N. Piraces; E. Fraella; S. el mismo y Grañen, y O. Callen; en él se encuentra una ermita dedicada á Ntra. Sra. del Puyal. El terreno participa de monte, llano, es tenaz y flojo, y generalmente árido; le cruzan varios caminos locales de herradura. prod.: trigo, cebada, avena, centeno y aceite; cria ganado lanar; alguna caza de conejos, perdices, lobos y zorras. pobl.: 26 vec., 161 almas. riqueza imp.: 34,438 rs. contr.: 4,634.
(Madoz, 1849, p. 129)

Se independizó del municipio de Usón hacia 1950-1960.

## Administración y política
| Período   | Alcalde                    | Partido |  |
| --------- | -------------------------- | ------- |  |
| 1979-1983 | Zacarías Panzano Fuentes   | UCD     |  |
| 1983-1987 | Diego Pablo Castel Panzano |         |  |
| 1987-1991 | Diego Pablo Castel Panzano |         |  |
| 1991-1995 | Diego Pablo Castel Panzano |         |  |
| 1995-1999 | Diego Pablo Castel Panzano |         |  |
| 1999-2003 | Diego Pablo Castel Panzano |         |  |
| 2003-2007 | Diego Pablo Castel Panzano | PP      |  |
| 2007-2011 | Diego Pablo Castel Panzano |         |  |
| 2011-2015 | Diego Pablo Castel Panzano | PP      |  |
| 2015-2019 | Pascual David Inglán Otal  | PP      |  |

| Partido político    | Partido político                                   | 2003   | 2007   | 2011   | 2015   |
| Partido político    | Partido político                                   | Ediles | Ediles | Ediles | Ediles |
|                     | Partido Popular de Aragón (PP)                     | 1      | 4      | 2      | 2      |
|                     | Partido de los Socialistas de Aragón (PSOE-Aragón) | —      | 1      | 1      | 1      |
|                     | Partido Aragonés (PAR)                             | —      | —      | —      | —      |
|                     | Chunta Aragonesista (CHA)                          | —      | 1      | —      | —      |
| Total de concejales | Total de concejales                                | 3      | 3      | 3      | 3      |

## Demografía
Tramaced cuenta con una población de 106 habitantes (INE 2024).
| Gráfica de evolución demográfica de Tramaced entre 1842 y 2021 |
| |
| Población de derecho según los censos de población del INE Población de hecho según los censos de población del INEEntre el censo de 1857 y el anterior, este municipio desaparece porque se integra en el municipio Usón Entre el censo de 1960 y el anterior, aparece este municipio porque se segrega del municipio Usón |

## Patrimonio
En Tramaced se encuentran una iglesia parroquial dedicada a San Miguel (siglo XVI, gótico aragonés) y la ermita de Ntra. Sra. del Puyal; posee una necrópolis de tumbas de niños excavadas en arenisca.
Al suroeste del casco urbano, hay un posible eremitorio rupestre.

## Fiestas
- 10 de febrero - Nuestra Señora del Puyal.
- 8 de septiembre - La Natividad de Nuestra Señora.